# Uno actu原理
Uno actu原理（Uno actu principle），指生产与消费在时间上重叠的原理。常用于服务业和电子商务的理论阐述。
例如网上银行的服务，消费者的消费可能在银行的计算机系统主机的很远之外，而网上银行服务的提供和消费者的消费就发生在同时异地。